# Din
U fizici je din (od grčke riječi δύναμις (dynamis) što znači sila, snaga) jedinica za silu specificirana u  centimetar-gram-sekunda- mjernom sustavu (CGS), prethodniku modernog SI sustava. Jedan din je isto što i 10 µN (mikro newtona). 
1 din = 1 g·cm/s² = 10−5 kg·m/s² = 10−5 N
1 newton = 1 kg.m/s² = 105 g.cm/s² = 10 5 din
Din po centimetru je jedinica koja se tradicionalno koristi za mjerenje površinske napetosti, npr. površinska napetost kod destilirane vode je 72 din/cm pri 25 ⁰C), dok je to u SI-sustvu 72⋅10−3 N/m ili 72 mN/m.
Odnosi prema drugim jedinicama za silu navedeni su u tablici:
|                                                                                                | njutn        | din          | kilopond         | funta sile        | poundal           |
| ---------------------------------------------------------------------------------------------- | ------------ | ------------ | ---------------- | ----------------- | ----------------- |
| 1 N                                                                                            | ≡ 1 kg·m·s−2 | = 105 dyn    | ≈ 0,10197 kp     | ≈ 0,22481 lbf     | ≈ 7,2330 pdl      |
| 1 dyn                                                                                          | = 10−5 N     | ≡ 1 g·cm·s−2 | ≈ 1,0197·10−6 kp | ≈ 2,2481·10−6 lbf | ≈ 7,2330·10−5 pdl |
| 1 kp                                                                                           | = 9,80665 N  | = 980665 dyn | ≡ gn·(1 kg)      | ≈ 2,2046 lbf      | ≈ 70,932 pdl      |
| 1 lbf                                                                                          | ≈ 4,448222 N | ≈ 444822 dyn | ≈ 0,45359 kp     | ≡ gn·(1 lb)       | ≈ 32,174 pdl      |
| 1 pdl                                                                                          | ≈ 0,138255 N | ≈ 13825 dyn  | ≈ 0,014098 kp    | ≈ 0,031081 lbf    | ≡ 1 lb·ft/s²      |
| U tablici je korištena vrijednost za gn koja je prihvaćena pri službenoj definiciji kiloponda. |              |              |                  |                   |                   |